# Ophiophragmus tabogensis
Ophiophragmus tabogensis är en ormstjärneart som beskrevs av Nielsen 1932. Ophiophragmus tabogensis ingår i släktet Ophiophragmus och familjen trådormstjärnor. Inga underarter finns listade i Catalogue of Life.